# Corpo di spedizione italiano in Sinai e Palestina

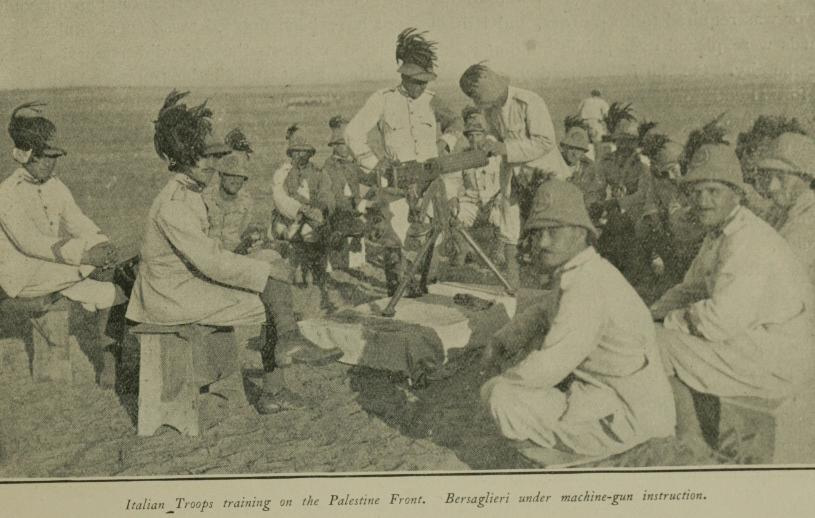
Bersaglieri italiani nel Sinai nel 1917

Il Corpo di spedizione italiano in Sinai e Palestina fu un contingente militare del Regio Esercito inviato in Medio Oriente durante la campagna del Sinai e della Palestina e attivo dal 1917 al 1919.

## Storia
Nel marzo del 1917, il governo italiano - venuto a sapere dell'imminente partenza per la Palestina di un contingente francese di tre battaglioni - chiese al War Office la possibilità di inviare un corpo di spedizione per cooperare alle operazioni belliche alleate in Siria e Palestina contro le forze turco-tedesche. I diplomatici italiani erano visibilmente irritati dall'essere rimasti all'oscuro dell'intesa anglo-francese, volevano inserirsi a pieno titolo nella campagna di conquista della Terra Santa e prendere parte al futuro riassetto della regione. Le manovre di Londra e Parigi tuttavia non erano maturate in quelle settimane e non si limitavano soltanto a una ristretta cooperazione militare, ma rientravano nell'accordo Sykes-Picot, conchiuso il 16 maggio dell'anno precedente. Su indicazione di Sonnino, l'ambasciatore italiano a Londra, Imperiali, il 14 marzo presentò al segretario di stato inglese Balfour la proposta dell'invio di un corpo militare. Il 9 aprile 1917 giunse dal Foreign Office il responso: era permessa la partenza di un contingente meramente rappresentativo, limitato a qualche centinaio di unità. Londra dunque non poteva rifiutare la proposta di intervento italiano ma allo stesso tempo voleva evitare l'inserimento di Roma nelle sfere d'influenza già definite con Parigi. Il Foreign Office apriva al contingente ma ne ridimensionava il contributo. Secondo altre fonti invece furono le autorità inglesi a fare la richiesta all'ambasciatore italiano di un contingente italiano dotato di cavalleria, artiglieria e unità aeree da affiancare all'armata britannica del generale Archibald Murray. Dopo un primo parere contrario del generale Luigi Cadorna, dovuto alla necessità di non distrarre le forze dal fronte austro-ungarico, si decise a inviare un piccolo contingente a patto che le unità fossero prelevate dalle colonie e non dal territorio metropolitano .
Il 24 aprile il Ministero della guerra del Regno d'Italia diramava la circolare riservata in cui disponeva la costituzione del Distaccamento Italiano di Palestina. Come rappresentanza dell'esercito, costituito di trecento bersaglieri tratti dalla Libia italiana, e cento Carabinieri Reali provenienti dall'Italia. In pochi giorni fu costituito il contingente dell'Arma composto, oltre dagli ufficiali, da tre marescialli, quattro brigadieri, sei vicebrigadieri, due appuntati, ottantacinque carabinieri, dei quali sessanta provenienti dalla legione allievi, ed era sotto l'egida del capitano Angelo Scalfi della legione di Bologna. Il Distaccamento italiano di Palestina dipendeva dal deposito del 1º Reggimento bersaglieri di Napoli mentre il comando generale era affidato al maggiore dei bersaglieri Francesco D'Agostino. Secondo le previsioni iniziali, al Distaccamento doveva essere aggregato in estate un gruppo di cinque aerei monomotori SAML S.2 della 118ª Squadriglia da ricognizione. Il reparto sarebbe stato costituito soltanto nel settembre del '17 e inviato a Campoformio, sul confine italo-austriaco, e non in Medio Oriente.
Il 6 maggio 1917, il comando salpò da Napoli giungendo il 10 a Tripoli. La sera del 13 maggio dal porto libico s'imbarcarono anche la compagnia di bersaglieri e la salmeria (quarantasei quadrupedi). Due giorni dopo, il distaccamento al completo, salpava da Tripoli effettuando il 17 maggio una breve sosta a Tobruk senza sbarcare. 

### Lo sbarco
Il 19 maggio i reparti sbarcarono a Porto Said. A giugno, alla fine del ciclo di lezioni di tiro, il contingente italiano fu assegnato al presidio della ferrovia di Rafah, dove si trovavano anche la 49ma brigata di fanteria indiana di circa un migliaio di uomini, un parco aeroplani, due stazioni antiaeree, un parco genio, una riserva munizioni, una brigata di cavalleria indiana, un battaglione del 101mo granatieri indiani, altri reparti inglesi.
Il 7 novembre 1917 il generale Allenby ordinò l'offensiva su Gaza. Anche una compagnia del Distaccamento italiano prese parte alla terza battaglia di Gaza inquadrata nella XX Composite Force insieme all'Imperial Service Cavalry, alla 20ma brigata indiana di fanteria (Patiala-Gwalior e Alwar) e a sei compagnie del contingente francese. Gli italiani difesero valorosamente il saliente di Khan Yunis. Le forze turco-tedesche andarono in rotta, si ritirarono precipitosamente lasciando agli Alleati Gerusalemme. Il 6 dicembre, un reparto composto da venticinque bersaglieri, venticinque carabinieri e i due rispettivi ufficiali partì alla volta della Città Santa, dove Allenby per rispetto al luogo smontò da cavallo ed entrando appiedato la mattina dell'11 dicembre affiancato dal comandante D'Agostino (nel frattempo promosso a tenente colonnello) e dall'omologo francese De Piépape. Nella città santa i carabinieri reali furono impiegati nei servizi di guardia e polizia militare.

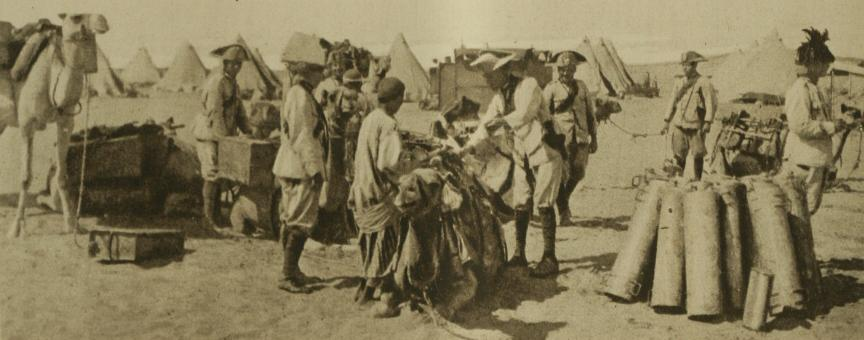
Carabinieri Reali in Palestina nel 1918

Alla fine del mese giunsero a Port Said, per iniziare l'addestramento, ulteriori uomini. Si trattava della neo-costituita Compagnia "Cacciatori di Palestina" formata di centoquaranta reclute tratte dagli italiani residenti in Egitto, prevalentemente Alessandria (anche in questo caso il generale Diaz, come il suo predecessore, non voleva sottrarre truppe combattive dalla frontiera austro-ungarica). Il comando fu affidato al capitano dei bersaglieri Felice Mercuri coadiuvato da altri quattro ufficiali. Nel febbraio 1918 gli italiani vennero assegnati al controllo del nodo ferroviario tra Giaffa e Gerusalemme. Nell'estate dello stesso anno, D'Agostino fu sostituito dal tenente colonnello degli alpini Gustavo Pesenti che iniziò a lamentare l'inattività delle forze italiane, relegate alle retrovie.
Nell'ottobre 1918 il ministro degli esteri Sidney Sonnino, annunciò di volere inviare in Palestina una brigata di 6000 uomini chiamata ufficialmente Corpo di Spedizione per la Siria e la Palestina. Il contingente non fu costituito in tempo perché l'avanzata alleata travolse la residua resistenza turco-tedesca conquistando Damasco ed Aleppo con la fine della guerra in quello scacchiere.

### Il ritiro
A questo punto lo stato maggiore, di concerto con il governo, stabilì - pur mantenendo la dicitura Corpo di Spedizione per la Siria e la Palestina - di cambiare obiettivo della spedizione: l'Anatolia, per rivendicare quanto promesso all'Italia negli accordi di San Giovanni di Moriana. Qualche giorno prima dello sbarco (fissato il 6 gennaio 1919), il governo tuttavia annullò l'operazione e il Corpo fu sciolto.
Tutti i reparti italiani in Palestina ed Egitto, dislocati a Porto Said, Giaffa e Sarona, rientrarono in Italia nell'agosto del 1919. In Palestina rimase soltanto un nucleo di carabinieri appiedati che assunse la denominazione di Distaccamento Italiano Carabinieri di Gerusalemme, che dall'agosto 1919 al febbraio 1921 svolse servizi di polizia militare, di guardia al consolato italiano, di guardia d'onore al Santo Sepolcro, staffetta e corriere tra Egitto, Palestina e Siria. Il 1º marzo 1921 il reparto fu rimpatriato e sciolto.